# Dujon Sterling
Dujon Henriques Sterling (Londres, Inglaterra, Reino Unido, 24 de octubre de 1999) es un futbolista británico que juega como defensa para el Rangers F. C. de la Scottish Premiership.

## Carrera de club

### Chelsea
Sterling se unión al Chelsea en 2007 con tan solo 8 años, e hizo su debut en el equipo sub-19 en un partido de la UEFA Youth League contra el Sporting CP en diciembre de 2014 A pesar de que, recientemente Sterling ha sido desplegado como lateral, también ha sido extremo o delantero centro durante la FA Youth Cup de 2016-17, jugando así en las semifinales y final. después de una campaña impresionante, Sterling fue ascendido al equipo Sub-23 con 16 años, siendo una figura clave jugando 24 partidos y anotando 4 goles. En octubre de 2016, Sterling firmó su primer contrato profesional a sus 17 años.
El 20 de septiembre de 2017, Sterling hizo su debut en el Chelsea en un partido en la tercera ronda de la EFL Cup contra el Nottingham Forest, reemplazando a Davide Zappacosta a 14 minutos del final del partido ganado por 5–1 en Stamford Bridge.

#### Préstamo al Coventry City
El 27 de junio de 2018, tuvo un acuerdo de cesión por una estación para jugar en Coventry City. A pesar de que lo aparenta, no es hermano de Raheem Sterling

#### Préstamo al Wigan Athletic
El 1 de agosto de 2019, Sterling fichó en una cesión de un año por el Wigan Athletic.

## Selección nacional
Sterling nació en Inglaterra y es de descendiente de jamaicanos. Sterling ha representado a Inglaterra en categorías sub-16 y sub-20. Representó a Inglaterra Sub-17 en el 2016 Sub-17 Euros y estuvo incluido en el equipo del torneo.
En septiembre de 2016, Sterling hizo su debut para Inglaterra Sub-19 en un empate por 1–1 contra la selección de los Países Bajos. En junio de 2017 seleccionado para representar Inglaterra en el europeo 2017 de la UEFA Sub- 19. A pesar de que Sterling que anotó un autogol, haciendo que Inglaterra perdiese por 2-1 contra Portugal en la final, fue nombrado en el equipo del torneo.

## Estadísticas

### Clubes
| Club                                     | Div.          | Temporada     | Liga  | Liga  | Copas nacionales | Copas nacionales | Copas internacionales | Copas internacionales | Total | Total |
| Club                                     | Div.          | Temporada     | Part. | Goles | Part.            | Goles            | Part.                 | Goles                 | Part. | Goles |
| ---------------------------------------- | ------------- | ------------- | ----- | ----- | ---------------- | ---------------- | --------------------- | --------------------- | ----- | ----- |
| Chelsea F. C. Inglaterra                 | 1.ª           | 2017-18       | 0     | 0     | 2                | 0                | —                     | —                     | 2     | 0     |
| Chelsea F. C. Inglaterra                 | Total club    | Total club    | 0     | 0     | 2                | 0                | 0                     | 0                     | 2     | 0     |
| Coventry City F. C. Inglaterra (cesión)  | 3.ª           | 2018-19       | 38    | 0     | 2                | 0                | 0                     | 0                     | 40    | 0     |
| Coventry City F. C. Inglaterra (cesión)  | Total club    | Total club    | 38    | 0     | 2                | 0                | 0                     | 0                     | 40    | 0     |
| Wigan Athletic F. C. Inglaterra (cesión) | 2.ª           | 2019-20       | 8     | 0     | 2                | 0                | —                     | —                     | 10    | 0     |
| Wigan Athletic F. C. Inglaterra (cesión) | Total club    | Total club    | 8     | 0     | 2                | 0                | 0                     | 0                     | 10    | 0     |
| Blackpool F. C. Inglaterra (cesión)      | 2.ª           | 2021-22       | 24    | 0     | 1                | 0                | —                     | —                     | 25    | 0     |
| Blackpool F. C. Inglaterra (cesión)      | Total club    | Total club    | 24    | 0     | 1                | 0                | 0                     | 0                     | 25    | 0     |
| Stoke City F. C. Inglaterra (cesión)     | 2.ª           | 2022-23       | 26    | 0     | 2                | 0                | —                     | —                     | 28    | 0     |
| Stoke City F. C. Inglaterra (cesión)     | Total club    | Total club    | 26    | 0     | 2                | 0                | 0                     | 0                     | 28    | 0     |
| Total carrera                            | Total carrera | Total carrera | 96    | 0     | 9                | 0                | 0                     | 0                     | 105   | 0     |

## Palmarés

### Títulos nacionales
| Título                     | Club          | País    | Año     |
| -------------------------- | ------------- | ------- | ------- |
| Copa de la Liga de Escocia | Rangers F. C. | Escocia | 2023-24 |

### Títulos internacionales
| Título                  | Club                 | Sede | Año     |
| ----------------------- | -------------------- | ---- | ------- |
| Liga Juvenil de la UEFA | Chelsea F. C. sub-19 | Nyon | 2014-15 |
| Liga Juvenil de la UEFA | Chelsea F. C. sub-19 | Nyon | 2015-16 |

## Participaciones con la selección

### Inglaterra sub-19
- Campeonato europeo de la UEFA sub-19: 2017[15]

### Distinciones individuales
- Europeo de la UEFA Sub-17 Equipo del Campeonato: 2016[12]
- Europeo de la UEFA Sub-19 Equipo del Campeonato: 2017[16]